# Jens Risom

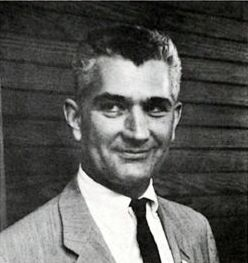
Jens Risom, 1959

Jens Risom (* 8. Mai 1916 in Kopenhagen; † 9. Dezember 2016 in New Canaan (Connecticut)) war ein dänisch-US-amerikanischer Möbeldesigner.
Risom ist ein Vertreter des modernen Designs der Mitte des 20. Jahrhunderts und war einer der ersten Designer, der skandinavisches Design in den Vereinigten Staaten populär machte.

## Leben
Risom wurde am 8. Mai 1916 in Kopenhagen in Dänemark geboren. Sein Vater, Sven Risom, war ein bekannter Architekt, ein Vertreter des Nordischer Klassizismus.
Risom studierte Design an der Danmarks Designskole (Kunsthåndværkerskolen, Royal Danish Academy). Dort war er Schüler von Ole Wanscher und Kaare Klint. Gemeinsam mit ihm studierten Hans J. Wegner und Børge Mogensen.
Risom studierte zwei Jahre lang am Niels Brock Copenhagen Business College und arbeitete dann als Möbeldesigner und Innenarchitekt im Architekturbüro von Ernst Kuhn. Später kehrte er nach Stockholm zurück und nahm eine Arbeit in einem kleinen Architekturbüro an. Von dort wechselte er zur Designabteilung der Warenhauskette Nordiska Kompaniet. Dort kam er mit Alvar Aalto and Bruno Mathsson in Kontakt.

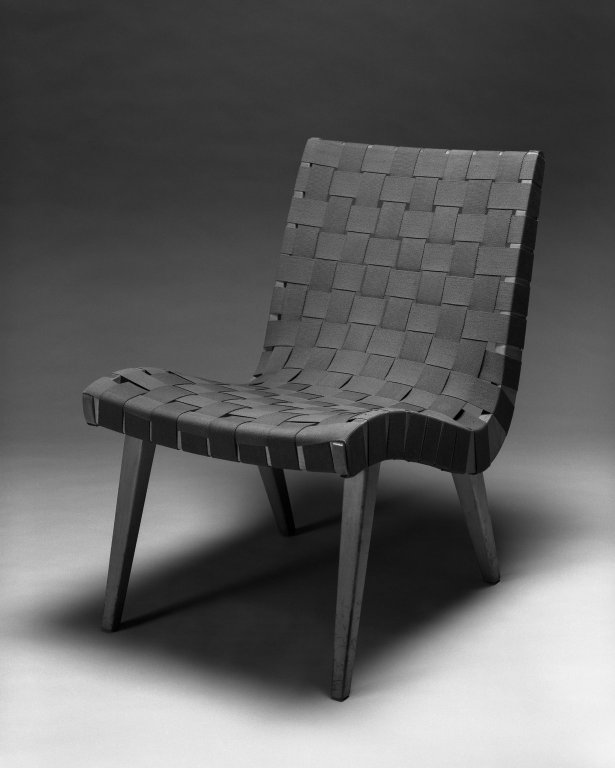
Lounge Chair, Model 654W. 1941

1939 reiste Risom nach New York City um US-amerikanisches Design zu studieren. Dort hatte er allerdings Schwierigkeiten, Arbeit als Möbeldesigner zu finden und war gezwungen, Stellen als Textil-Designer anzunehmen, was schließlich zu einer freiberuflichen Zusammenarbeit mit Dan Cooper führte. Dies wiederum führte dazu, dass Arbeiten von ihnen in das von Edward Durell Stone entworfene Collier’s House of Ideas aufgenommen wurde, das während der 1939 New York World’s Fair vor dem Rockefeller Center errichtet worden war.
1941 tat sich Risom mit dem Unternehmer Hans Knoll zusammen und sie gründeten 1942 die Firma Hans Knoll Furniture Company. 15 der 20 Möbelstücke, die den Beginn der „600“-Linie markierte, beruhten auf Entwürfen von Risom. Die Arbeiten umfassten Stühle und Polstermöbel aus Zedernholz mit Textilbezügen. Mittlerweile sind seine Entwürfe zu Design-Klassikern geworden.
Ebenfalls im Jahr 1941 verkaufte Risom 21 Entwürfe für Möbel an die Firma Frederik Lunning Inc. Diese wiederum fertigte Prototypen für die Firma Georg Jensen Inc. (New York, NY). Ab Oktober 1942 wurden die Möbel gefertigt und unter dem Markennamen „The Lunning Collection“ vermarktet.
Während des Zweiten Weltkriegs wurde Risom 1943 zur US-Armee eingezogen und diente unter General George S. Patton.
Nach dem Ende seines Militärdienstes, kehrte Risom für kurze Zeit nach New York, zur Firma Knoll zurück, entschied sich aber zum 1. Mai 1946 seine eigene Firma zu gründen, die Jens Risom Design (JRD).
Risoms Ruf als Möbeldesigner wuchs weiter und er hatte mehr und mehr Erfolg damit, skandinavisches Design einer breiteren amerikanischen Öffentlichkeit schmackhaft zu machen.
In den 1950er Jahren schaltete JRD eine Reihe von Werbeanzeigen mit Fotos von Richard Avedon und dem Slogan: Die Antwort ist Risom.
Aufgrund des großen Erfolgs investierte JRD in eine starke Erweiterung seiner Produktions-Kapazitäten.
Ende der 1950er Jahre verschob JRD seinen Schwerpunkt von Heim-Mobiliar hin zu Funktionsmöbeln für Büro-, Krankenhaus- und Bibliotheken.
1961 war Risom einer von sechs Möbeldesignern, die in einem Artikel des Playboy-Magazins vorgestellt wurden.
Einer von Risoms Bürostühlen erlangte besondere Aufmerksamkeit, als Lyndon B. Johnson ihn für seinen Arbeitsplatz im Oval Office im Weißen Haus auswählte.
Nachdem Risom seine Firma JRD 25 Jahre geführt hatte, verkaufte er sie 1970 an den Bürogeräte-Hersteller Dictaphone. Allerdings blieb Risom drei weitere Jahre als Geschäftsführer im Vorstand der Firma. Anschließend zog er von New York nach Canaan, Connecticut und gründete dort die Beratungsfirma Design Control.
Risom starb im Alter von 100 Jahren in seinem Haus in New Canaan (Connecticut).

## Ehrungen

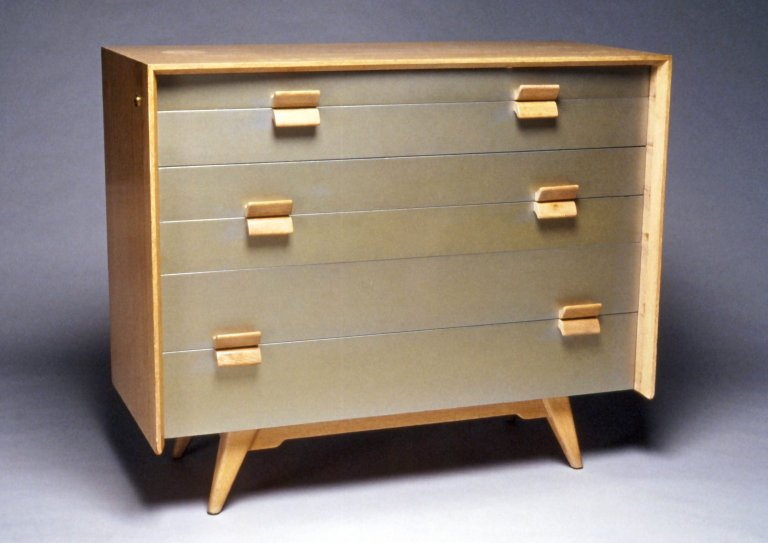
Jens Risom. Kommode, ca. 1955 Brooklyn Museum

Viele von Risoms Möbel-Designs werden heute als moderne Klassiker angesehen und seine Möbel werden in Museen ausgestellt; z. B. dem Museum of Modern Art, dem Yale University Art Gallery, dem Brooklyn Museum, dem Rhode Island School of Design Museum und dem Cooper Hewitt, Smithsonian Design Museum.
1996 wurde Risom von Margrethe II. von Dänemark mit dem Dänischen Ritterkreuz ausgezeichnet.
Risom war langjähriger Stiftungsrat der Rhode Island School of Design.

## Neuauflagen
1997 brachte die Firma Knoll Neuauflagen der Möbel heraus, nach Risoms Entwürfen aus den 40er und 50er Jahren.
Im Jahr 2008 zeigten 2 Londoner Galerien, die Rocket Gallery und die Liberty Gallery, Retrospektiven von Risoms Arbeiten.
Die Neubelebung von Risoms Design wurde insbesondere vom Möbel-Hersteller Ralph Pucci befeuert, der seit dem Jahr 2001 beständig Designs von Jens Risom herausbringt und ausstellt.